# Superblue

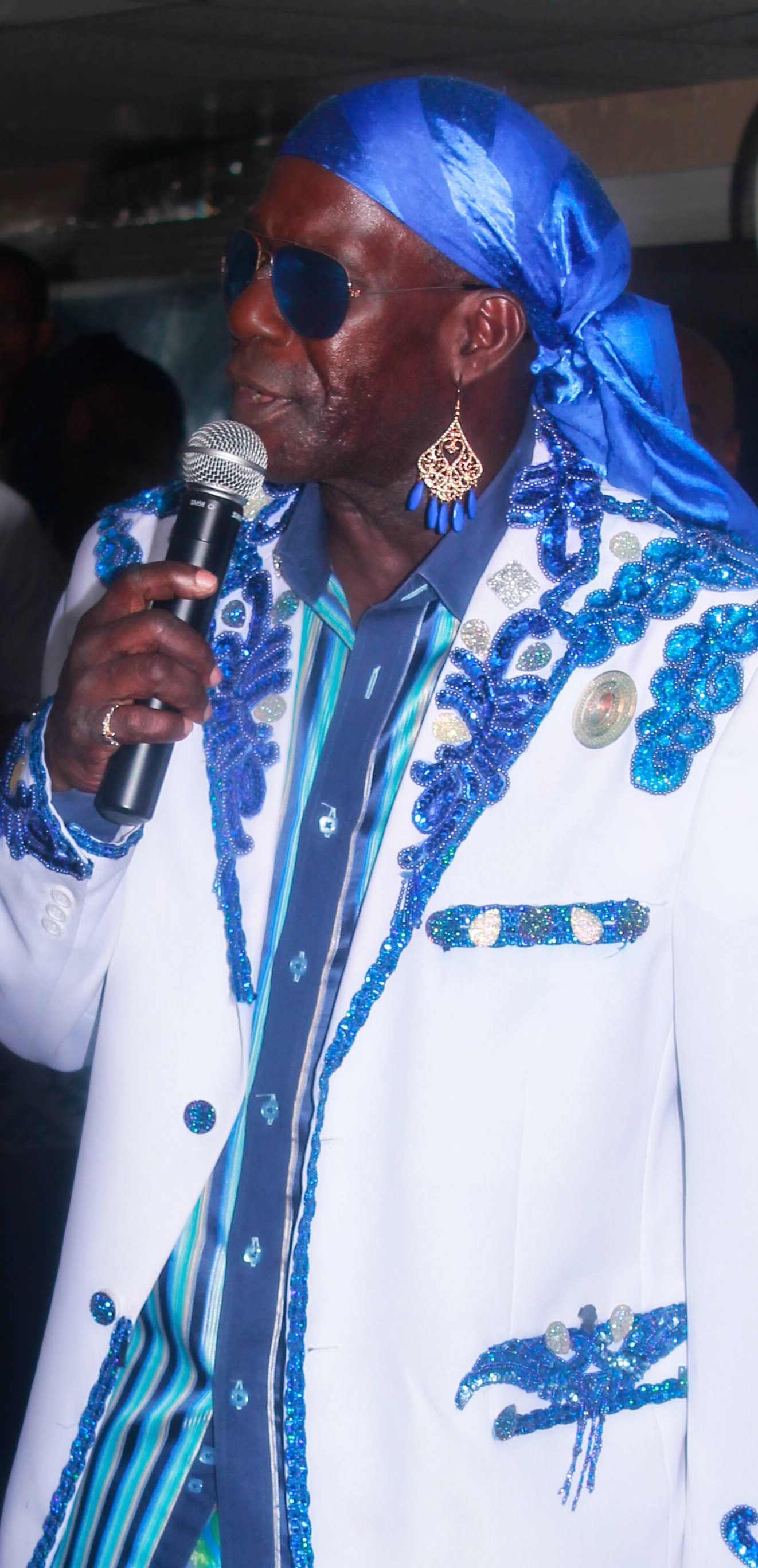
Superblue (2014)

Superblue (auch Super Blue oder Blue Boy, eigentlich Austin Lyons, * 25. Mai 1956 in Point Fortin) ist ein trinidadischer Calypso- und Soca-Musiker.

## Karriere
Lyons wurde am 25. Mai 1956 in Point Fortin in der südwesttrinidadischen Region Siparia geboren; seine Eltern sind grenadischer Abstammung. Der Vater verließ die Familie früh und bevor Austin ihn kennenlernen konnte; die Mutter Jesse Harry zog Austin, seine vier Brüder und drei Schwestern alleine auf. Er fand früh zur Musik; schon als Teenager gründete er eine eigene Steelband, das (erfolglose) Apple Stars Steel Orchestra, mit dem er Titel erfolgreicher Calypsonians (Calypso-Sänger) nachspielte. Mit 16 Jahren ging er von der Schule ab und verdingte sich zunächst als Hafenarbeiter und später als Matrose. Während dieser Zeit erhielt er wegen seiner dunklen, als blauschwarz verspotteten Hautfarbe den Spitznamen „Blue Boy“. Ab 1979 versuchte er, als Calypsonian Fuß zu fassen, zunächst vergeblich. 1980 gelang es ihm mit Hilfe einer Demokassette, den Produzenten Pelham Goddard, laut CNC3 einer der „50 einflussreichsten Trinidadier“, zu überzeugen, den von Lyons geschriebenen und gesungenen Titel Soca Baptist zu produzieren, einen Calypso mit Soca-Rhythmus. Das Lied löste eine größere Kontroverse im Land aus, da einflussreiche baptistische Kreise einen Radio- und Fernsehboykott des Titels erwirkten, was die Popularität des Liedes jedoch steigerte. Der damalige Premierminister Eric Williams sah sich genötigt, mittels einer Fernsehansprache in den Streit einzugreifen und zur Mäßigung aufzurufen. Soca Baptist wurde vom Carnival Road March ausgeschlossen, was die teilnehmenden Umzugsgruppen aber ignorierten und Superblue, der damals noch unter dem Namen „Blue Boy“ auftrat, seinen ersten Sieg beim Road March bescherten. Diesen Titel gewann er im Laufe seiner Karriere neun Mal, den International Soca Monarch sieben Mal, was ihn zum Rekord-Titelträger des ISM macht; bei den Road-March-Titeln liegt er vor Mighty Sparrow (acht Siege), aber hinter Lord Kitchener (neun Siege). 1983 veröffentlichte Lyons eine LP mit dem Titel Superman, was ihm einen Rechtsstreit mit den Rechteinhabern der Marke (DC Comics) einbrachte; 3000 Exemplare des Tonträgers mussten eingestampft werden, und das Album wurde in Super Blue Boy umbenannt. Zwischen 1986 und 1989 ruhte Lyons’ Karriere wegen seiner massiven Kokainabhängigkeit, ab 1990 beteiligte er sich mit dem neuen Künstlernamen „Superblue“ aber wieder am trinidadischen Musikbetrieb. Sein Comeback-Titel Get Something And Wave knüpfte 1991 an die Calypso-Tradition der Kommentierung politischen Geschehens an und nahm Bezug auf den Jamaat-al-Muslimeen-Putschversuch vom Juli 1990 und die folgende Notstandsgesetzgebung Trinidads, die bis Dezember 1990 in Kraft war. Der Titel war in Trinidad so populär, dass ihm in den Folgejahren beim Road March ein Hattrick gelang. Der Titel Barbara, mit dem er den ISM 1997 gewann, war 1998 auf dem Soundtrack der US-Filmkomödie Side Streets vertreten. 2013 gelang Lyons mit über 60 Jahren mit Fantastic Friday ein erneuter Erfolg bei beiden trinidadischen Musikwettbewerben.

## Stil und Rezeption
Für Allmusic bezeichnete Rezensent Craig Harris Superblue als „einen der erfolgreichsten Gesangskünstler Trinidads“, dessen prägende Eigenschaften „eine leichtfüßige Herangehensweise an das Thema Musik, zum Tanzen animierende Soca-Rhythmen und die Gabe, geistreiche, doppeldeutig eingefärbte Lyrics zu schreiben“ seien. Alona Wartofsky stellte in der Washington Post die These auf, dass Lyons die Person sei, die dem Soca-Genre zum Durchbruch in seinem Mutterland Trinidad verholfen habe – während das Genre seit Mitte der 1970er-Jahre als existent und eigenständig betrachtet wird, habe erst der Erfolg von Superblue dazu geführt, dass sich junge trinidadische Musiker vom Calypso ab- und dem Soca zugewandt und das Genre so populär gemacht hätten, dass selbst klassische Calypsonians Soca-Elemente in ihre Musik eingebracht hätten. Das Soca-Nachrichtenportal Socanews schreibt über diesen Wandel, Lyons hätte trinidadische Musik „revolutioniert“. Debbie Jacob sah für Caribbean Beat Lyons’ Talent darin, „sein Ohr an den Puls der Zeit zu halten und Rhythmen und Klänge aufzugreifen, die Trinidadiern im Blut liegen“. David Rudder sagte über Lyons’ Musik, sie sei „dem Leben der einfachen Menschen und dem trinidadischen Wesen sehr verbunden“. „Seine Texte sind irgendwie anders. Er ist sehr volksnah und hat eine merkwürdige Art, die Dinge zusammenzupuzzeln.“
Lyons selbst benennt die Beatles, Michael Jackson und James Brown als musikalische Wegbegleiter seiner Jugend, Ras Shorty I als Initialzündung für seine musikalische Karriere und Nat King Cole und Bob Marley als Einflüsse seiner Musik.

## Auszeichnungen
| Jahr | Wettbewerb                 | Songtitel/Auszeichnung            |
| ---- | -------------------------- | --------------------------------- |
| 1980 | Carnival Road March        | Soca Baptist                      |
| 1981 | Carnival Road March        | Ethel                             |
| 1983 | Carnival Road March        | Rebecca                           |
| 1991 | Carnival Road March        | Get Something And Wave            |
| 1992 | Carnival Road March        | Jab Jab                           |
| 1993 | Carnival Road March        | Bacchanal Time                    |
| 1993 | International Soca Monarch | Bacchanal Time                    |
| 1994 | International Soca Monarch | Flag Party                        |
| 1995 | Carnival Road March        | Signal To Lara                    |
| 1996 | International Soca Monarch | Bounce                            |
| 1997 | International Soca Monarch | Barbara                           |
| 1998 | International Soca Monarch | Ato Party                         |
| 2000 | Carnival Road March        | Pump Up                           |
| 2000 | International Soca Monarch | Pump Up                           |
| 2011 | International Soca Monarch | SAO Hall Of Fame Award            |
| 2013 | Carnival Road March        | Fantastic Friday                  |
| 2013 | International Soca Monarch | Fantastic Friday                  |
| 2018 | Carnival Road March        | Soca Kingdom (mit Machel Montano) |

## Privates
Austin Lyons war zeitweise mit der Calypsosängerin Lynette „Lady Gypsy“ Steele liiert und hat mit ihr eine gemeinsame Tochter, Fay-Ann Lyons, die als Soca-Musikerin aktiv ist. Eine weitere Tochter, Terri Lyons, ist ebenfalls Soca-Sängerin. Er lebt abwechselnd in Port of Spain und New York.

## Diskografie
- 1981: Soca In The Shaolin Temple (Charlie's Records)
- 1982: Tic, Tac, Toe (EP, Charlie's Records)
- 1983: Superman resp. Super Blue Boy (Charlie's Records)
- 1990: 10th Anniversary (Charlie's Records)
- 1990: Revival (EP, Street Life)
- 1992: In The Power (EP, Street Life)
- 1993: Bacchanal Time (Ice Records)
- 1993: Birthday Party / Private Property (Split-EP mit Lennox Sharpe)
- 1994: Flag Party (Ice Records)
- 1995: Happy Carnival (Ice Records)
- 1997: Extreme Blue (EP, Jamaican Me Crazy)
- 2001: Joy (Rituals Records)
- 2009: Soca Matrix (Caribbean Music Group)